# Pär Djoos
Pär Djoos (* 11. Mai 1968 in Mora) ist ein ehemaliger schwedischer Eishockeyspieler und heutiger -trainer, der in seiner aktiven Zeit von 1984 bis 2003 unter anderem für die Detroit Red Wings und die New York Rangers in der National Hockey League gespielt hat. Seit 2009 ist er Cheftrainer bei IF Sundsvall Hockey in der HockeyAllsvenskan. Sein Sohn Christian ist ebenfalls professioneller Eishockeyspieler.        

## Karriere
Pär Djoos begann seine Karriere als Eishockeyspieler in seiner Heimatstadt beim Mora IK, für dessen Profimannschaft er von 1984 bis 1986 in der Division 1, der zweiten schwedischen Spielklasse, aktiv war. Anschließend spielte der Verteidiger vier Jahre lang für Brynäs IF in der Elitserien, ehe er von den Detroit Red Wings unter Vertrag genommen wurde, die ihn bereits im NHL Entry Draft 1986 in der siebten Runde als insgesamt 127. Spieler ausgewählt hatten. Für Detroit stand er in der Saison 1990/91 in der National Hockey League in 26 Spielen auf dem Eis, in denen er zwölf Vorlagen gab. Zudem erzielte er in 20 Spielen für Detroits Farmteam Adirondack Red Wings elf Scorerpunkte, davon zwei Tore, in der American Hockey League. Am 5. März 1991 wurde er kurz vor Ende der Trade Deadline zusammen mit Joe Kocur im Tausch gegen Kevin Miller, Jim Cummins und Dennis Vial zu den New York Rangers transferiert, spielte bis Saisonende jedoch ausschließlich für deren AHL-Farmteam Binghamton Rangers. In der Saison 1991/92 konnte sich der Schwede einen Stammplatz bei den New York Rangers in der NHL erspielen, für die er in 50 Spielen 19 Scorerpunkte erzielte, davon ein Tor. In der folgenden Spielzeit absolvierte er nur noch sechs Partien für New York in der NHL und verbrachte die gesamte Spielzeit bei deren AHL-Farmteam Binghamton Rangers. Für Binghamton erzielte er in insgesamt 84 Spielen 79 Scorerpunkte, davon 18 Tore. Aufgrund dieser Leistungen wurde er in der gleichen Spielzeit in das AHL All-Star Team gewählt. 
Zur Saison 1993/94 kehrte Djoos nach Europa zurück, wo er für den HC Lugano in der Schweizer Nationalliga A in 45 Spielen zehn Tore erzielte und 32 Vorlagen gab. Von 1994 bis 1996 stand er in der Elitserien beim Västra Frölunda HC unter Vertrag. Die Saison 1995/96 beendete er jedoch beim Zweitligisten Södertälje SK, mit dem ihm auf Anhieb der Aufstieg in die Elitserien gelang. Von 1996 bis zu seinem Karriereende im Alter von 35 Jahren im Anschluss an die Saison 2002/03 spielte er für seinen Ex-Klub Brynäs IF in der Elitserien. Sein größter Erfolg mit Brynäs war der Gewinn des schwedischen Meistertitels in der Saison 1998/99. Zu diesem Erfolg trug er als bester Vorlagengeber der Elitserien, sowohl in der Hauptrunde, als auch in den Playoffs, bei. Zudem wurde er in das All-Star Team der Elitserien gewählt sowie in das schwedische All-Star Team, einer Auswahl der besten weltweit aktiven schwedischen Eishockeyspieler. 2000 und 2001 nahm er jeweils am All-Star Game der Elitserien teil. 
Von 2005 bis 2007 war Djoos Assistenztrainer beim Mora IK in der Elitserien. Nachdem er auch die Saison 2007/08 in dieser Funktion begann, ersetzte er im Laufe der Spielzeit seinen Landsmann Magnus Arvedson und war kurzzeitig als Interimstrainer für die Mannschaft tätig, ehe er selbst durch den Finnen Kari Eloranta ersetzt wurde. Seit 2009 ist er Cheftrainer bei IF Sundsvall Hockey in der zweitklassigen HockeyAllsvenskan.   

### International
Für Schweden nahm Djoos im Juniorenbereich an der U18-Junioren-Europameisterschaft 1986 sowie der U20-Junioren-Weltmeisterschaft 1988 teil. Bei der U18-EM 1986 gewann er mit seiner Mannschaft die Silbermedaille und er selbst wurde in das All-Star Team des Turniers gewählt. Im Seniorenbereich stand er im Aufgebot seines Landes bei den Weltmeisterschaften 1990 und 1999. Dabei gewann er mit Schweden eine Silber- und eine Bronzemedaille.

## Erfolge und Auszeichnungen
| - 1993 AHL Second All-Star Team - 1996 Aufstieg in die Elitserien mit Södertälje SK - 1999 Schwedischer Meister mit Brynäs IF - 1999 Elitserien All-Star Team - 1999 Schwedisches All-Star Team | - 1999 Bester Vorlagengeber der Elitserien-Hauptrunde - 1999 Bester Vorlagengeber der Elitserien-Playoffs - 2000 Elitserien All-Star Game - 2001 Elitserien All-Star Game |

### International
| - 1986 Silbermedaille bei der U18-Junioren-Europameisterschaft - 1986 All-Star Team der U18-Junioren-Europameisterschaft | - 1990 Silbermedaille bei der Weltmeisterschaft - 1999 Bronzemedaille bei der Weltmeisterschaft |